# Тёпфер, Иоганн Готлоб
Иоганн Готлоб Тёпфер (нем. Johann Gottlob Töpfer; 4 декабря 1791, Нидерросла — 8 июня 1870, Веймар) — немецкий органист и композитор.

## Биография
Иоганн Готлоб Тёпфер родился 4 декабря 1791 года в местечке Нидерросла. Учился сперва у городского кантора на своей малой родине, затем в Веймаре у Франца Серафа фон Детуша и Августа Эберхарда Мюллера.
С 1817 года был учителем музыки в веймарской семинарии, с 1830 года и до конца жизни занимал пост городского органиста.
Был особенно известен как мастер органной импровизации. Опубликовал около 400 композиций — главным образом, органных хоралов. На должности ревизора органов герцогства Саксен-Веймар-Эйзенах следил за постройкой новых инструментов в государстве, для чего предпринял самостоятельные исследования в области механики и акустики. Обобщил свой опыт в ряде книг, итоговой среди которых стал «Учебник органостроительного искусства» (нем. Lehrbuch der Orgelbaukunst; 1856), вышедший в 1888 году вторым изданием под названием «Теория и практика органостроительства» (нем. Die Theorie und Praxis des Orgelbaues). Среди многочисленных учеников Тёпфера — Александр Винтербергер и Александр Вильгельм Готшальг.
Иоганн Готлоб Тёпфер умер 8 июня 1870 года в Веймаре.